# Rolf Kasparek
Rolf Kasparek   (Hamburg, 1 de juliol de 1961), pels fans i amics Rock ’n' Rolf, és el fundador el 1976 de Running Wild, grup de speed metal, és cantant i guitarrista, i compositor.

## Discografia amb Running Wild

### Estudi
- 1984 - Gates to Purgatory
- 1985 - Branded and Exiled
- 1987 - Under Jolly Roger
- 1988 - Port Royal
- 1989 - Death or Glory
- 1991 - Blazon Stone
- 1992 - Pile of Skulls
- 1994 - Black Hand Inn
- 1995 - Masquerade
- 1998 - The Rivalry
- 2000 - Victory
- 2002 - The Brotherhood
- 2005 - Rogues en Vogue
- 2012 - Shadowmaker
- 2013 - Resilient
- 2016 - Rapid foray
- 2021 - Blood on blood

### EP
- 1984 - Victim Of States Power
- 1990 - Wild Animal
- 1991 - Little Big Horn
- 1993 - Lead Or Gold
- 1998 - The Rivalry

### Directe
- 1988 - Ready for Boarding
- 2002 - Live

### Recopilació
- 1984 - Heavy Metal Like a Hammerblow
- 1991 - The First Years of Piracy
- 1998 - The Story Of Jolly Roger
- 2003 - 20 Years in History
- 2006 - Best of Adrian